# Mjasisjtsjev
Het Experimenteel Vliegtuigontwerpbureau vernoemd naar V.M. Mjasisjtsjev (Russisch: Экспериментальный Машиностроительный Завод им. В. М. Мясищева; Eksperimentalny Masjinostroitelny Zavod im. V. M. Mjasisjtsjeva) ook wel bekend als OKB-23 is een in 1951 opgericht vliegtuigontwerpbureau van de Sovjet-Unie en later van Rusland. Het bureau is opgericht door Vladimir Mjasisjtsjev.

## Vliegtuigontwerpen van Mjasisjtsjev

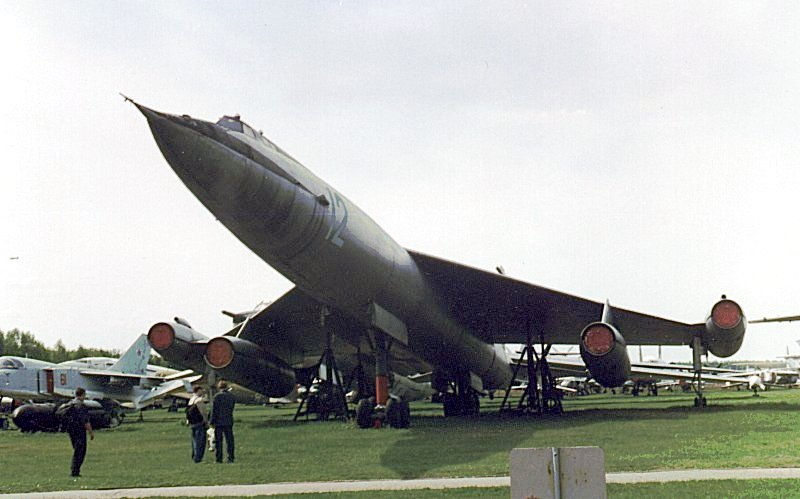
Mjasisjtsjev M-50 in het Centraal Museum van de Luchtstrijdkrachten van de Russische Federatie bij Monino (oblast Moskou)

### Civiel
- M-101 turboprop-zakenvliegtuig
- M-112 turboprop-passagiers- en vrachtvliegtuig
- M-500 landbouwtoestel

### Militair
- M-4 strategische langeafstandsbommenwerper
- M-50 supersonische bommenwerper
- M-103 experimentele zeer zware bommenwerper
- VM-T aangepaste versie van de M-4 voor het vervoer van superzware ladingen waaronder de Boeran
- M-55 verkenningsvliegtuig voor zeer grote hoogten